# Heinrich Sievers
Heinrich Sievers (ur. w XIX wieku - zm. w XX wieku) – niemiecki kolarz torowy, złoty medalista mistrzostw świata.

## Kariera
Największy sukces w karierze Heinrich Sievers osiągnął w 1901 roku, kiedy zdobył złoty medal w wyścigu ze startu zatrzymanego amatorów podczas mistrzostw świata w Berlinie. W zawodach tych bezpośrednio wyprzedził dwóch swoich rodaków: Bruno Salzmanna oraz Alfreda Görnemanna. Był to jednak jedyny medal wywalczony przez Sieversa na międzynarodowej imprezie tej rangi. Nigdy nie wystąpił na igrzyskach olimpijskich. 